# Wormaldia angularia
Wormaldia angularia is een fossiele soort schietmot uit de familie Philopotamidae.